# Lodewijk De Schildere
Lodewijk De Schildere (Brugge, 1606 - 17 juni 1667) was een Zuid-Nederlands jezuïet en theoloog.

## Levensloop
De Schildere werd jezuïet en doceerde gedurende 22 jaar theologie in Leuven.

## Publicaties
- Synopsis theologica de sacramentis Ecclesiae, 1648.
- Tractatus VI de principiis formandae conscientiae, 1661.